# Орден Священного треножника
Орден Священного треножника (кит. 寶鼎勳章) — военная награда Китайской республики. Был учреждён Чан Кайши 15 мая 1929 года для награждения людей, внёсших значительный вклад в обеспечение национальной безопасности и имел девять степеней. В центре орденского знака изображение треножника, бывшего национальным символом страны, с исходящими от него золотыми лучами.

## Степени
Орден делится на девять степеней:
| Степень | Название                    | Степень                       | Лента |
| ------- | --------------------------- | ----------------------------- | ----- |
| 1-я     | Орден Священного треножника | со Специальным Большим Шнуром |       |
| 2-я     | Орден Священного треножника | с Большим Шнуром              |       |
| 3-я     | Орден Священного треножника | с Красным Большим Шнуром      |       |
| 4-я     | Орден Священного треножника | со Специальным Галстуком      |       |
| 5-я     | Орден Священного треножника | с Галстуком                   |       |
| 6-я     | Орден Священного треножника | со Специальной Розеткой       |       |
| 7-я     | Орден Священного треножника | с Розеткой                    |       |
| 8-я     | Орден Священного треножника | со Специальной Лентой         |       |
| 9-я     | Орден Священного треножника | с Лентой                      |       |